# Optimod
De Optimod is een apparaat van de Amerikaanse fabrikant Orban dat de luidheid van het ingevoerde geluidssignaal optimaliseert voordat het doorgevoerd wordt naar de modulator van een radiozender. Het apparaat omvat een equalizer, een limiter, een versterker en een compressor.
Sinds de opkomst van computergestuurde geluidsbewerking is de Optimod een digitale audioprocessor, ook geschikt voor webradio of Digital Audio Broadcasting.
Het apparaat is in gebruik bij veel in AM uitzendende radiostations, om ondanks de gebreken eigen aan deze modulatietechniek en de door de CEPT opgelegde uitzendbandbreedte toch een sprankelend geluid te kunnen uitzenden. 